# American Idiot (bài hát)
"American Idiot" là một bài hát biểu tình của ban nhạc rock người Mỹ Green Day, đồng thời là đĩa đơn đầu tiên trích từ album American Idiot. Ca khúc nhận được những đánh giá tích cực của các nhà phê bình và nhận được bốn đề cử ở giải Grammy 2005: Thu âm của năm, Trình diễn song tấu/nhóm nhạc rock xuất sắc nhất, Bài hát rock xuất sắc nhất và Video âm nhạc xuất sắc nhất.

## Hoàn cảnh ra đời
Vì là một trong hai bài hát chính trị rõ ràng trong album (bài kia là đĩa đơn "Holiday"), "American Idiot" cho rằng phương tiện truyền thông đại chúng dàn dựng sự hoang tưởng và ngu ngốc trong công chúng. Billie Joe Armstrong nhắc đến việc truyền hình cáp đưa tin về chiến tranh Iraq và bình luận: "Họ có những nhà báo kiểu như Geraldo ngồi trong xe tăng với lính để tường thuật trực tiếp." Anh thấy rằng vì thế, báo chí Hoa Kỳ đã vượt lằn ranh từ báo chí sang truyền hình thực tế, chỉ ra những thước phim bạo lực xen lẫn với quảng cáo. Armstrong tiếp tục sáng tác bài hát sau khi nghe ca khúc "That's How I Like It" của Lynyrd Skynyrd trên đài phát thanh ô tô. "Kiểu như [khi nghe] 'Tôi tự hào vì là kẻ thô bỉ' (redneck) thì tôi thấy, 'Ôi lạy chúa, sao các bạn lại tự hào vì là người như thế?' Đây chính xác là những gì tôi phản đối." Nhạc sĩ sáng tác bài hát Mike Dirnt thấy rằng nhiều người sẽ bị ca khúc xúc phạm, rồi họ nhận ra rằng, thay vì là một bài hát cáo buộc bằng sự giận dữ, có thể xem tác phẩm là một "kêu gọi về sự cá biệt". Ca khúc nhấn mạnh ngôn từ mạnh mẽ, đặt hai từ "faggot" và "America" cạnh nhau nhằm tạo ra cái mà anh xem là tiếng nói dành cho những người bị tước đoạt quyền hạn.
Trong cuộc phỏng vấn vào năm 2004 với tạp chí Q, ba thành viên của Green Day đã bàn về ý tưởng của nhục mạ quốc kỳ liên quan đến bài hát của họ, thì Armstrong và Dirnt ủng hộ nhiệt liệt nhất: "Nó chẳng gì với tôi hết. Hãy đốt cái thứ chết tiệt ấy đi."

## Sáng tác
"American Idiot" được sáng tác ở khóa La♭ trưởng. Cấu trúc của bài hát gồm bốn hợp âm - tiến trình I-IV-♭VII-IV-I-♭VII, còn điệp khúc và đoạn solo có chung tiến trình IV-I-V-I. Bài hát được phân vào thể loại punk rock và pop-punk. Phong cách nhạc của bài được xem là sự kết hợp melodic punk của Social Distortion và hard rock của Joan Jett. Armstrong đánh cây 1956 Les Paul Junior trong bài hát, rồi chuyển sang cây đàn 1959 Les Paul top flame để chơi phần guitar solo ghi đè hai băng. Ban đầu Armstrong miễn cưỡng phải thu khúc solo vì sợ đoạn đó sẽ nghe sến. Cuối cùng anh quyết định không làm vậy, vì hi vọng album sẽ về đề tài "lúc [mình] 15 tuổi và đứng chơi rock trước gương." Thể thức và nhịp của tác phẩm chịu ảnh hưởng từ bài hát "US Forces" của Midnight Oil, Armstrong được giới thiệu với ca khúc ấy nhờ vợ anh.

## Phát hành

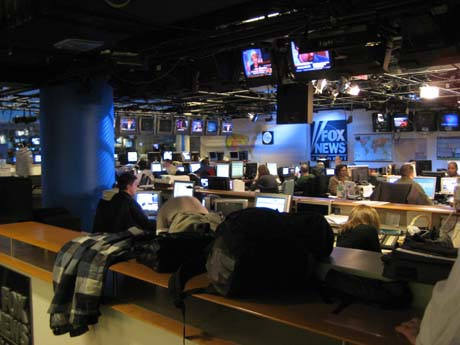
Billie Joe Armstrong nhắc đến ý tưởng rằng truyền thông đại chúng đã gây paranoia lên dư luận Mỹ ở thế giới hậu sự kiện 11 tháng 9 bằng tuyên truyền và kích thích thông điệp ngầm.

Ra mắt vào năm 2004, đĩa đơn vươn tới vị trí số 61 (hạng cao nhất) trên Billboard Hot 100, trở thành bài đầu tiên của Green Day trên Billboard Hot 100. Sự xuất hiện của "American Idiot" trên bảng xếp hạng Hoa Kỳ xảy ra ngay trước khi Billboard thu thập các giao dịch tải nhạc trên Internet vào hệ thống dữ liệu của Billboard Hot 100, từ đó tạo nên khác biệt đáng kể về thứ hạng cao nhất của ca khúc nếu bài đó được hưởng lợi từ hệ thống lập bảng xếp hạng mới. "American Idiot" trở thành đĩa đơn đầu tiên của Green Day lọt top 15 tại Vương quốc Anh (đạt vị trí số ba là hạng cao nhất), và tác phẩm ra mắt ở ngôi đầu bảng tại Canada (cũng là bài quán quân duy nhất ở nhóm ở nước này). Tại Úc, bài hát giành vị trí thứ bảy và được xếp thứ 22 trong danh sách Triple J's Hottest 100 (2004). Green Day trình bày ca khúc tại lễ trao giải Grammy 2005. "American Idiot" đã bán ra 1.371.000 bản Tính đến  tháng 7 năm 2010.
Ian Winwood của tạp chí Kerrang! cho rằng "Green Day đã làm điều cho thế hệ và đất nước của họ, như Sex Pistols đã làm cho Vương quốc Anh vào năm 1977, ở một quốc gia phát cuồng với tình yêu dành cho một gia đình hoàng gia ăn bám."

### Trình diễn trực tiếp
Album thu trực tiếp Awesome as Fuck (2011) của Green Day có một phần trình bày ca khúc trực tiếp (kèm một đoạn guitar solo mở rộng), được thu thanh tại Montreal, Quebec, Canada trong khuôn khổ 21st Century Breakdown World Tour. Ca khúc còn có mặt trong album trực tiếp Bullet in a Bible (2005), được thu thanh tại Milton Keynes Bowl.

## Video âm nhạc
Trong video âm nhạc (MV) của "American Idiot", Green Day biểu diễn trong một nhà kho trước quốc kỳ Hoa Kỳ màu xanh lá (liên hệ đến tên của ban nhạc), và lá cờ chỉ có 48 ngôi sao. Ở giữa video, ban nhạc biểu diễn ở các tốc độ khác nhau (lúc nhanh, lúc chậm và ở tốc độ bình thường). Ở đoạn bridge của bài, sọc của quốc kỳ bị tan chảy trên nền nhà. Rồi ban nhạc bị phun một dung dịch màu xanh lá từ âm ly đặt cạnh lá cờ. Cuối video, ban nhạc bỏ chỗ nhạc cụ và rời đi. MV của bài do Samuel Bayer làm đạo diễn. Tại lễ trao giải Video âm nhạc của MTV, MV thắng giải Lựa chọn của khán giả và được đề cử Chỉ đạo nghệ thuật xuất sắc nhất.

## Ghi danh
Rolling Stone xếp "American Idiot" thứ 13 trong danh sách đĩa đơn của thập kỷ vào năm 2009. VH1 cũng chọn ca khúc ở cùng vị trí ấy trong Top 100 ca khúc hay nhất thập niên 2000 vào năm 2011. Rolling Stone điền tên bài hát ở hạng 432 trong 500 bài hát vĩ đại nhất mọi thời vào năm 2010, và đây cũng là bài hát duy nhất của Green Day lọt danh sách. Bài hát được trao chứng nhận Vàng ở Vương quốc Liên hiệp Anh nhờ đạt doanh số 400.000 bản.

## Sử dụng làm bài hát biểu tình
Trong chuyến thăm Vương quốc Liên hiệp Anh vào tháng 7 năm 2018 của Donald Trump, một chiến dịch vận động để đưa "American Idiot" đứng đầu bảng xếp hạng bài hát của Anh đã được khởi động. Trên bảng xếp hạng Official UK Charts vào ngày 13 tháng 7 năm 2018, bài hát tái xuất tại UK Singles Chart ở vị trí 25 và đạt vị trí số hai tại UK Singles Downloads Chart.
Năm 2019, Billie Joe Armstrong bắt đầu đổi phần lời "I'm not a part of a redneck agenda" thành "I'm not a part of the MAGA agenda" trong các tiết mục diễn trực tiếp. Biến thể lời ca khúc đã có được sự chú ý của khán giả lần nữa sau tiết mục biểu diễn của Green Day trên truyền hình tại sự kiện New Year's Rockin' Eve 2024. Armstrong phê bình kịch liệt Donald Trump, ví ông với Adolf Hitler.

## Danh sách ca khúc
| Promo | Promo                             | Promo      |
| STT   | Nhan đề                           | Thời lượng |
| ----- | --------------------------------- | ---------- |
| 1.    | "American Idiot (bản kiểm duyệt)" | 2:56       |
| 2.    | "American Idiot"                  | 2:54       |

| Europe single (CD 1) | Europe single (CD 1) | Europe single (CD 1) |
| STT                  | Nhan đề              | Thời lượng           |
| -------------------- | -------------------- | -------------------- |
| 1.                   | "American Idiot"     | 2:54                 |
| 2.                   | "Too Much Too Soon"  | 3:33                 |

| Europe single (CD 2) | Europe single (CD 2)                           | Europe single (CD 2) |
| STT                  | Nhan đề                                        | Thời lượng           |
| -------------------- | ---------------------------------------------- | -------------------- |
| 1.                   | "American Idiot"                               | 2:54                 |
| 2.                   | "Shoplifter"                                   | 1:52                 |
| 3.                   | "Governator" (phần lời do Mike Dirnt sáng tác) | 2:31                 |

| Mặt A | Mặt A            | Mặt A      |
| STT   | Nhan đề          | Thời lượng |
| ----- | ---------------- | ---------- |
| 1.    | "American Idiot" | 2:54       |

| Mặt B | Mặt B               | Mặt B      |
| STT   | Nhan đề             | Thời lượng |
| ----- | ------------------- | ---------- |
| 1.    | "Too Much Too Soon" | 3:33       |

| DVD Single | DVD Single                                            | DVD Single |
| STT        | Nhan đề                                               | Thời lượng |
| ---------- | ----------------------------------------------------- | ---------- |
| 1.         | "American Idiot" (video âm nhạc)                      | 3:02       |
| 2.         | "American Idiot" (trực tiếp tại giải Grammy năm 2005) | 3:17       |

## Đội ngũ sản xuất
Đội ngũ nhân sự được lấy từ các dòng ghi chú của đĩa đơn American Idiot.
- Billie Joe Armstrong – hát chính, guitar; hát bè trong bài "Governator"
- Mike Dirnt – bass, hát bè; hát chính trong bài "Governator"
- Tré Cool – trống

Sản xuất
- Rob Cavallo; Green Day – nhà sản xuất
- Chris Dugan; Doug McKean – kỹ sư thu âm
- Brian "Dr. Vibb" Vibberts; Greg "Stimie" Burns; Jimmy Hoyson; Joe Brown; Dmitar "Dim-e" Krnjaic; Reto Peter – trợ lý kỹ sư thu âm
- Chris Lord-Alge – trộn âm
- Ted Jensen – thu hậu kỳ
- Chris Bilheimer – thiết kế bìa

## Xếp hạng
| Xếp hạng (2004–2005)                 | Vị trí cao nhất |
| ------------------------------------ | --------------- |
| Úc (ARIA)                            | 7               |
| Áo (Ö3 Austria Top 40)               | 18              |
| Canada (Nielsen SoundScan)           | 1               |
| Canada Rock Top 30 (Radio & Records) | 5               |
| Croatia (HRT)                        | 4               |
| Cộng hòa Séc (IFPI)                  | 38              |
| Châu Âu (Eurochart Hot 100)          | 10              |
| Đức (GfK)                            | 28              |
| Ireland (IRMA)                       | 12              |
| Ý (FIMI)                             | 13              |
| Hà Lan (Dutch Tipparade 40)          | 4               |
| Hà Lan (Single Top 100)              | 37              |
| New Zealand (Recorded Music NZ)      | 7               |
| Scotland (OCC)                       | 3               |
| Thụy Điển (Sverigetopplistan)        | 18              |
| Thụy Sĩ (Schweizer Hitparade)        | 75              |
| Anh Quốc (OCC)                       | 3               |
| Anh Quốc Rock and Metal (OCC)        | 1               |
| Hoa Kỳ Billboard Hot 100             | 61              |
| Hoa Kỳ Alternative Songs (Billboard) | 1               |
| Hoa Kỳ Mainstream Rock (Billboard)   | 5               |

| Xếp hạng (2018)                   | Vị trí cao nhất |
| --------------------------------- | --------------- |
| Scotland (OCC)                    | 2               |
| Anh Quốc (OCC)                    | 25              |
| Anh Quốc Rock and Metal (OCC)     | 1               |
| Hoa Kỳ Hot Rock Songs (Billboard) | 23              |

| Xếp hạng (2004)                   | Vị trí |
| --------------------------------- | ------ |
| Úc (ARIA)                         | 57     |
| UK Singles (OCC)                  | 95     |
| US Modern Rock Tracks (Billboard) | 24     |

| Xếp hạng (2005)                   | Vị trí |
| --------------------------------- | ------ |
| US Modern Rock Tracks (Billboard) | 67     |

## Chứng nhận
| Quốc gia | Chứng nhận  | Số đơn vị/doanh số chứng nhận |
| --- | ----------- | ----------------------------- |
| Úc (ARIA) | Vàng        | 35.000^                       |
| Canada (Music Canada) | 5× Bạch kim | 400.000‡                      |
| Đan Mạch (IFPI Đan Mạch) | Vàng        | 45.000‡                       |
| Ý (FIMI) | Bạch kim    | 50.000‡                       |
| Nhật Bản (RIAJ) | Vàng        | 100.000*                      |
| New Zealand (RMNZ) | Vàng        | 5.000*                        |
| Tây Ban Nha (PROMUSICAE) | Bạch kim    | 60.000‡                       |
| Anh Quốc (BPI) | 2× Bạch kim | 1.200.000‡                    |
| Hoa Kỳ (RIAA) | Vàng        | 500.000*                      |
| * Chứng nhận dựa theo doanh số tiêu thụ. ^ Chứng nhận dựa theo doanh số nhập hàng. ‡ Chứng nhận dựa theo doanh số tiêu thụ và phát trực tuyến. |             |                               |

## Bản của 5 Seconds of Summer
Ban nhạc pop rock người Úc 5 Seconds of Summer đã cover ca khúc và phát hành phiên bản này vào ngày 11 tháng 6 năm 2014. Bài hát được phát hành nằm trong album tri ân American Idiot của Kerrang, nhân dịp 10 năm ra mắt nhạc phẩm. Họ đã đưa ca khúc vào đĩa EP Amnesia. Ban nhạc đã trình bày bài hát trực tiếp trên The Howard Stern Show.

### Đánh giá chuyên môn
Bản cover đã nhận được đa số đánh giá tích cực từ giới phê bình âm nhạc. Haley Blum của USA Today nhận xét ca khúc "khá ổn." Cô bình luận "Những chàng trai chơi nhạc cụ của chính họ [...] đã cho ra đời bản cover khá trung thành với bản gốc." Fuse.tv bình phẩm: "Bản cover khá trung thành với bản gốc, song vẫn mang nét riêng của 5SOS." Michelle McGahan của PopCrush khen ngợi phần hòa âm ca khúc của ban nhạc. Carolyn Menyes của Music Times thì đánh giá có phần kém tích cực hơn, phê bình ban nhạc sử dụng autotune và làm méo giọng hát, "khiến ca khúc này nghe không được sâu cay như bản của Green Day" và khâu sản dư thừa của tác phẩm.

### Xếp hạng
| Xếp hạng (2014) | Vị trí cao nhất |
| --------------- | --------------- |
| Úc (ARIA)       | 89              |